# Taphrina cystopteridis
Taphrina cystopteridis  (лат.) — вид грибов рода тафрина (Taphrina) отдела аскомицеты (Ascomycota), паразит папоротника пузырника ломкого (Cystopteris fragilis). Вызывает образование галлов на листочках вай.

## Описание
Галлы мелкие, диаметром 0,5—2 мм.
Мицелий межклеточный.
Сумчатый слой («гимений») развивается на нижней стороне листочков. 
Аски восьмиспоровые, размерами 20—30×4—7 мкм, булавовидные, с округлой или тупой верхушкой, тесно скученные. Базальные клетки (см. в статье Тафрина) размерами 6—19×4—6 мкм, цилиндрические.
Аскоспоры эллипсоидальные или шаровидные, 3—6×2—3 мкм.

## Распространение и хозяева
Taphrina cystopteridis известна в Северной Америке — в восточных и центральных частях США, штаты Висконсин, Индиана и Канзас на пузырнике ломком.
Предполагают, что вид может быть обнаружен и в других частях ареала пузырника ломкого, например, в России (особенно вероятно — на Дальнем Востоке), где этот папоротник широко распространён в хвойных лесах.